# 勇気が生まれる場所
「勇気が生まれる場所」（ゆうきがうまれるばしょ）は、2014年10月11日公開のアニメーション映画『映画 ハピネスチャージプリキュア! 人形の国のバレリーナ』の挿入歌。同年10月8日にマーベラスからシングルが発売された。

## 概要
表題曲の『勇気が生まれる場所』は作中に登場する4人のプリキュア（声・中島愛、潘めぐみ、北川里奈、戸松遥）が歌唱を担当しているほか、同時収録曲として、愛乃めぐみ（声・中島愛）と映画ゲストキャラのつむぎ（声・堀江由衣）による映画のイメージソング「見上げれば青い空」が収録されている。
作品プロデューサーの柴田宏明は前年公開の『映画 ドキドキ!プリキュア マナ結婚!!?未来につなぐ希望のドレス』の挿入歌「たからもの」が効果を上げていたことから、監督が承諾すれば再び挿入歌を入れる演出をやりたいと考えていた。監督の今千秋はこれを応諾すると共に、同じ東映アニメーションの作品である『劇場版美少女戦士セーラームーンR』の主題歌「Moon Revenge」のようにクライマックスのバトルシーンを熱く盛り上げる楽曲を使うことに決め、作曲の高木洋にも「同曲のような曲を今風の熱い感じで」と具体的にオーダーした。
歌の収録は戸松、中島、北川、潘の順番で行われ、4人ともアニメのアフレコ時にどのシーンで使われるか聞かされていなかったものの、歌詞を読んだときにどのシーンで使われるかすぐに分かったという。戸松は「掛け合いが多いというか、重なってハモってというところがすごくカッコいい」、中島は「「幸せをあきらめない!」という劇中のラブリーのセリフがそのまま歌詞に入っていてすごくこみ上げるものがあった」、北川は「今までとちょっと違うハニーが、この曲から見えてくるんじゃないかと歌いながら感じていた」、潘は「映画でプリンセスが伝えた言霊がそのまま歌になっている」「4人で歌っているもので、ひとり欠けると歌えない。みんなで力を合わせて歌う曲」とそれぞれ語っている。

## シングル収録曲
1. 勇気が生まれる場所 (5:01)
歌：キュアラブリー（中島愛）・キュアプリンセス（潘めぐみ）・キュアハニー（北川里奈）・キュアフォーチュン（戸松遥）
作詞：こだまさおり、作・編曲：高木洋
  - 東映系アニメ映画『映画 ハピネスチャージプリキュア! 人形の国のバレリーナ』挿入歌
  - その後『ハピネスチャージプリキュア!』テレビシリーズ本編第44話でも挿入歌として用いられている。
2. 見上げれば青い空 (4:56)
歌：愛乃めぐみ（中島愛）・つむぎ（堀江由衣）
作詞：六ツ見純代、作・編曲：高木洋
堀江はこの曲について「歌詞が劇場版のストーリーをすごくくんで描かれていたのでとても入りやすかった。小さい子として歌うのは難しかった」と語っている[4]。
  - ABCラジオ『吉田仁美のプリキュアラジオ キュアキュア♡プリティ』2014年11月エンディングテーマ
3. 勇気が生まれる場所（オリジナル・カラオケ） (5:01)
4. 見上げれば青い空（オリジナル・カラオケ） (4:56)